# Albert Schneider
Albert Schneider (1910 - 1999) est un enseignant universitaire, spécialiste de la littérature allemande. Il a publié de nombreux articles sur le sujet

## Biographie
Albert Schneider naît à Metz dans le district de Lorraine le 22 décembre 1910. Après des études et une thèse soutenue à l'Université de Nancy, il enseigne l'allemand et la littérature allemande. De 1949 à 1955, il enseigne la littérature allemande à l'Université de la Sarre.
Albert Schneider enseigne ensuite à l'Université de Nancy II. Il dirigea les travaux de recherche de nombreux étudiants à Nancy, notamment ceux de l'historien François Roth ou encore les travaux de la germaniste de Jeanne Benay. Il fut, par ailleurs, élu président du Comité Erckmann-Chatrian.
Albert Schneider est mort à Nancy le 29 avril 1999.

## Publications
- Georges Sadler (1879-1958), in Société d'histoire et d'archéologie de la Lorraine, 1982.
- Georg Christoph Lichtenberg, penseur', Les Belles Lettres, Paris, 1955.
- La Légende de Genaviève de Brabant dans la littérature allemande, Les Belles Lettres, Paris, 1955.
- G. C. Lichtenberg, précurseur du Romantisme : L'homme et l’œuvre, Société d'Impressions Typographiques, Nancy, 1954
- Le motif de Genoveva, Thèse complémentaire, Lettres, Paris, 1950.

## Sources
- Albert Schneider in Le Pays lorrain, no 80, , Société d'histoire et d'archéologie de la Lorraine - Musée historique lorrain, Nancy, 1999 (p. 243).
- Schneider, Albert, sur deutsche-biographie.de.